# Dualismo

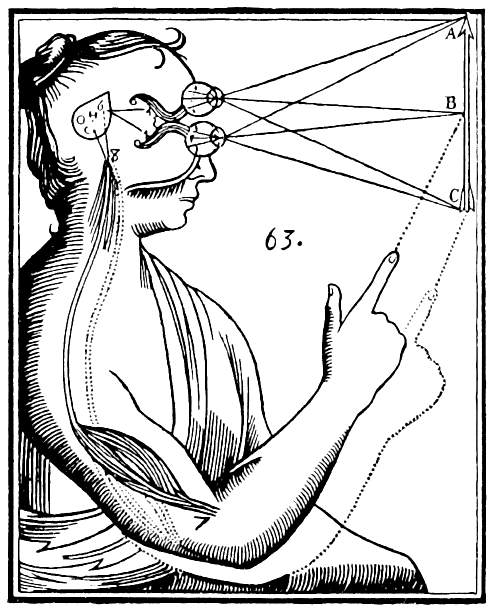
Ilustración del dualismo según Descartes

Se llama dualismo a la doctrina que afirma  la posible existencia de dos principios supremos, increados, coeternos, independientes, irreductibles y antagónicos.
El concepto más común de dualismo es el bien y el mal, por cuya acción se explica el origen y evolución del mundo; pero también, en un sentido más amplio, a las doctrinas que afirman dos órdenes de ser esencialmente distintos, con más o menos radicalismo: por ejemplo, ser ideal y ser real, Dios y mundo, naturaleza y gracia (en el plano cognoscitivo razón y fe), materia y espíritu, orden físico (de la necesidad) y orden moral (de la libertad y el deber) (en el plano cognoscitivo constatación y valoración ética), conocer y querer (plano de la actividad consciente), bien y mal (plano de la actividad moral), felicidad y tristeza, etc. Dualismo teológico, cosmogónico (relativo al origen del cosmos) o religioso; en el segundo caso se puede hablar de un dualismo filosófico o metafísico, que se opone de modo irreductible al panteísmo y el holismo.
El término fue introducido en francés por Pierre Bayle en 1697, en su Dictionnaire historique et critique, en referencia al religión maniquea, que opone el Bien y el Mal sin reconciliación. Luego fue aplicado a la filosofía en 1734 por el filósofo alemán Christian Wolff en su Psychologia rationalis, para describir el sistema de Descartes, que separa la res extensa (extensión medible o materia, incluido el cuerpo) y la res cogitans (pensamiento, o el alma).
El concepto puede utilizarse para describir muchas otras teorías religiosas o filosóficas, por ejemplo la oposición entre naturaleza y gracia, o entre ideas platónicas y apariencias móviles. Una concepción dualista, ya sea particular o general, plantea el problema lógico de reconciliar los dos principios o entidades distinguidos.
El filósofo e historiador de las ideas estadounidense Arthur Lovejoy ha descrito los numerosos intentos de los pensadores contemporáneos por refutar o evitar el dualismo, particularmente en su forma epistemológica, como la "revuelta contra el dualismo"; en su opinión, todos han fracasado.

## Origen del término
La relación mente y cuerpo no ha permanecido estable en el tiempo. Ya desde la antigua Grecia Platón de cierta manera propuso una especie de dualismo psicofísico (cuerpo y alma). 
El término dualismo es utilizado por primera vez por Tomás Hyde en sentido teológico para designar el dualismo de la religión persa; la misma significación tiene en Pierre Bayle y Gottfried Leibniz. Por su parte Christian Wolff introdujo su sentido metafísico y ontológico, al emplear el término dualismo para significar las relaciones del alma con el cuerpo.

## El dualismo teológico
El dualismo religioso aparece en muchos pueblos antiguos, como China y Egipto, pero especialmente en Persia. Su religión, impulsada y reformada por Zoroastro hacia el s. VI a. C., establece un principio divino del bien, Ormuz o Ahura Mazda, y otro del mal, Ahrimán. Formas de dualismo se encuentran después en el orfismo (hacia el s. VI a. C.), el gnosticismo (s. II a. C.), el maniqueísmo, la doctrina gnóstico-maniquea prisciliana y ya en la Edad Media, en los bogomilos, albigenses y cátaros. La más influyente de estas doctrinas, después del mazdeísmo de Zoroastro, fue el maniqueísmo.
En el Taoísmo los términos yin y yang se utilizan para indicar dos fuerzas fundamentales opuestas, complementarias e interconectadas; pero que en occidente se suele relacionar erróneamente con el concepto de una "dualidad" presente en todo lo existente en el universo. Sin embargo a nivel más profundo son solo dos caras opuestas de una realidad taoísta no dual representada en el Tao.

### Rasgos comunes de las doctrinas dualistas
En líneas generales, las doctrinas dualistas coinciden en los siguientes rasgos: el principio del Bien es identificado con la Luz y el Espíritu; el principio del Mal con las Tinieblas y la Materia, o con el diablo o demonio (maniqueísmo). La materia es, pues, mala, y principio del mal; o bien creada por un demiurgo distinto del dios bueno (gnosticismo de Marción), o por el diablo, principio del mal (Prisciliano), rigorista y extrema; o bien ceden ante lo inevitable y justifican la relajación: porque no es posible resistir al principio del mal que inclina a pecar, y es ese principio, no la persona singular, el responsable del pecado.

### Reacción de la Iglesia católica contra el dualismo
Desde el punto de vista de la doctrina católica, la inconsistencia del dualismo quedaría de manifiesto por los siguientes enunciados:
- Dios es único, infinito y omnipotente;
- El principio del mal no puede ser Dios ni puede limitar la potencia infinita del único Dios.
- Todo ha sido creado por Dios, y como tal bueno;
- Todo lo que existe es bueno (Dios miró todas las cosas que había creado y vio que eran buenas: Génesis 1.4.7.10.12.18.21.25.31);
- También lo es, por tanto, la materia (además, el Verbo se encarnó; la Encarnación, en el cristianismo es una revalorización de la materia y del cuerpo humano frente al maniqueísmo, y una doctrina optimista).

### Principales refutadores
Los principales autores que refutaron con más profundidad el dualismo fueron Santo Tomás de Aquino y San Agustín. San Agustín, que antes de su conversión había sido maniqueo ("persona que no distingue matices en las actuaciones y que tiende a ver una drástica separación y oposición radical entre lo bueno y lo malo"), le opuso después la doctrina del mal como privación: todo procede y participa de Dios, y, en cuanto tiene ser, es bueno. Los maniqueos preguntaban de entrada: ¿de dónde procede el mal? San Agustín se dio cuenta de que ese planteamiento presuponía la existencia del mal como algo positivo y forzaba así la respuesta maniquea. También entendió que era anterior otra pregunta: ¿qué es el mal?. Santo Tomás de Aquino combatió el dualismo en su forma albigense utilizando similares argumentos. El conjunto de su pensamiento es, sin embargo, más eficaz contra el dualismo por la importancia que da a la materia en la constitución del hombre y en el conocimiento, siguiendo a Aristóteles.

## Dualismos filosóficos
En diferentes autores se han dado formas muy diversas de dualismo ontológico. Se encuentra en Pitágoras, con la oposición entre límite e ilimitado, par e impar, a las que corresponden otras ocho oposiciones; en Empédocles, con el contraste entre la amistad y el odio, que Aristóteles interpreta como el Bien y el Mal; en Anaxágoras con el caos primitivo y la inteligencia (Nous); en los atomistas, con el vacío infinito y la multiplicidad de corpúsculos invisibles. Se acentúa en Platón, con los dos mundos: el mundo inteligible de las ideas, eterno, inmutable y necesario, y el mundo sensible de la materia, temporal, mudable y corruptible (alma encerrada en un cuerpo). Platón desvaloriza el mundo de la materia; de su doctrina procede la imagen del cuerpo como cárcel del alma. El dualismo platónico reaparece completo en los neoplatónicos, aunque en estos se añade la doctrina de la emanación, que liga ambos mundos.
Descartes acentúa el dualismo entre el espíritu o mente, también llamada "res cogitans", que se caracteriza por ser una identidad libre, es decir, no se rige por ninguna ley o principio, y la materia, también conocida como "res extensa", determinada por las leyes de la naturaleza. Kant introduce un nuevo dualismo: entre la razón pura y la razón práctica, el mundo natural de la apariencia y el determinismo, y el mundo moral de la realidad en sí (nóumeno) y la libertad. Este escribió un libro llamado Crítica de la razón pura, en el que se centra en que ningún conocimiento precede a la experiencia y todo conocimiento comienza de ella. Este establece dos conceptos diferentes, el conocimiento a posteriori, juicio o idea válido de manera particular y contingente, y el conocimiento a priori, juicio o idea válido de manera universal y necesario. Los espiritualistas posteriores insisten en el dualismo entre naturaleza y espíritu. A algunas de estas formas de dualismo se opone el monismo, que concibe todo lo real como un ser único, con diferencias no irreductibles, solo graduales, entre sus manifestaciones; las diferencias pueden parecer irreductibles, en todo caso, por la limitación de nuestro conocimiento.
El dualismo es un desgarro cosmológico y existencial. Hans Jonas señala que en los comienzos del mundo moderno ese dualismo es reformulado por Descartes con el lema del “yo pienso”. Husserl en el siglo XX se propone culminar tal empresa, sin darse cuenta de que así ahondaba el dualismo que deja a la Naturaleza abandonada a la categoría de lo inerte, pasivo, inorgánico y desvitalizado. Profundizando con este nihilismo la categorización de esa Naturaleza como objeto de estudio y entregada a la demiurgia tecnológica. Esta omisión husserliana determinó las investigaciones de la madurez de Hans Jonas sobre naturaleza y tecnología.

## Dualismos orientales

### En China

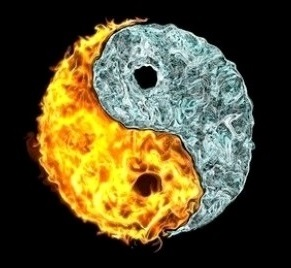
El Taijitu, o símbolo del Yin y el Yang, representado aquí como una dualidad entre el hielo y fuego.

La gran mayoría de los pensadores de la China antigua tenían poca confianza en la lógica y el razonamiento deductivo, y no desarrollaron la dialéctica en el sentido estricto que les permitiera concebir planteamientos dualistas del mundo. Evitando la confrontación y la oposición, siempre trataron de volver a unir los hilos y proponer una visión unificada del mundo. La presencia o ausencia de tal o cual entidad, la verdad o falsedad de tal o cual doctrina, les importa menos que el interés práctico de su pensamiento.
Sin embargo, en el primer milenio a. C. surgió una doctrina filosófica de carácter dualista con el Libro de los Cambios ("Yi King", o "Yi Jing"). Éste contiene especulaciones sobre los números que establecen un vínculo entre el ciclo cósmico de la naturaleza y la vida humana, gracias a un modelo de orden común a ambos. Los dos principios fundamentales de este orden son el Yang (masculino, sólido, ligero, activo) y el Yin (femenino, suave, oscuro, pasivo). La creación y transformación de todo se explica por su interacción mutua. El par Yin-Yang es un dipolo que nos permite comprender el mundo, con un poder descriptivo muy concreto. El yin es el ubac (el lado sombrío de una montaña), frío y nublado, en el interior, el elemento femenino, el número par; el yang es el adret (el lado soleado de una montaña), cálido y soleado, en el exterior, el elemento masculino, el número impar. Esta oposición debe considerarse dinámica, rítmica y cíclica.
A partir del siglo XI, comenzó a desarrollarse una forma de filosofía dualista con el renacimiento en China del confucianismo. Zhu Xi fue uno de los principales representantes de esta corriente del neoconfucianismo, cuyas tesis precisó hacia la segunda mitad del siglo XII. Sus dos principios fundamentales son el principio formal universal Li (razón universal) y el principio material Qi. Estos principios, que estructuran la naturaleza, también determinan al individuo: Li como lo que es idéntico en todos los hombres, Qi como lo que determina la individualidad. El neoconfucianismo también utiliza la doctrina dualista del Yin y el Yang para fundar su propia cosmología. El filósofo neoconfuciano Zhou Dunyi elaboró un diagrama de la acción de las fuerzas cósmicas, en el que se supone que el "límite supremo" (Tai ji) produce la fuerza Yang a través del movimiento, al que sigue a su vez el reposo. Este reposo corresponde a la fuerza Yin.A través de la interacción recíproca del Yin y el Yang, se crean los Cinco Agentes' y, a partir de ellos, todas las cosas existentes.

### En la India: el Sâmkhya
El Sāṃkhya, que existe desde los Upanishads', es un sistema filosófico de la India hindú que constituye el fundamento teórico del Yoga. Postula dos principios eternos e increados: Purusha (espíritu puro) y Prakriti (materia), presentando así una imagen dualista del mundo. Purusha tiene conciencia, pero es totalmente pasivo, de modo que por sí solo no puede producir nada. Prakriti es una fuerza activa y eficaz, pero sin conciencia y no dirigida hacia un objetivo. Ambas existen desde la eternidad. El mundo sólo puede existir mediante la combinación de estos dos principios. Así pues, la unión de espíritu y cuerpo en el hombre es sólo aparente.
El camino del hombre hacia la salvación del ciclo de la reencarnación reside en el conocimiento de que su "Purusha" no se ve afectado en absoluto por las cosas del mundo. Así desaparece el interés por la acción en el mundo, por la que se crea el nuevo karma. Este dualismo es equilibrado sólo en apariencia: la igualdad entre los dos principios varía, inclinándose a veces hacia un monismo. Idealismo, cuando se dice que la Prakriti sólo existe para el bien del Purusha, más a menudo hacia un pluralismo de facto, cuando se habla de la multiplicidad de espíritus opuestos a la unidad de la Prakriti.

### En Irán

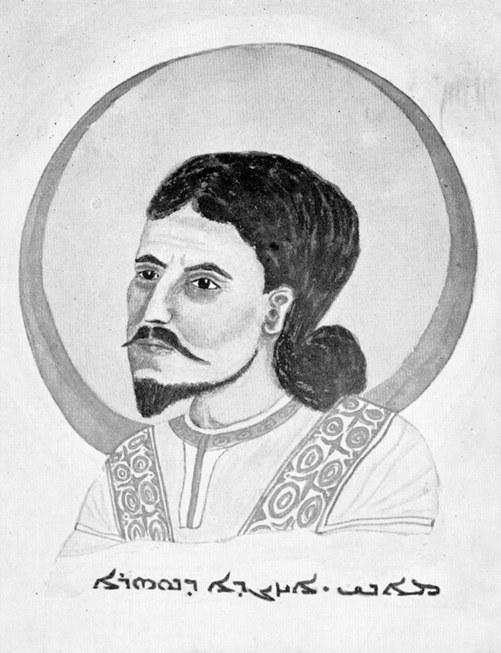
Representación del profeta Mani, fundador del religión maniquea dos siglos después del nacimiento del cristianismo

#### Zoroastro y el mazdeísmo
En el antiguo Irán, Zoroastro fundó la religión del henoteísmo de Ahura Mazda ("El Señor Sabio"). La religión se denomina a veces mazdeísmo, sus seguidores los zoroastrianos y, desde la invasión del Islam, los parsis". Ahura Mazda es allí el dios creador. Según la tradición del perse, Zaratustra apareció por primera vez en el año 560 a. C. Éste describe el mundo como el lugar del conflicto entre dos principios, dos divinidades increadas y eternas, en pugna: el espíritu santo (Spenta Mainyu), como mediador entre Mazda y sus criaturas, se opone al espíritu del mal (Ahra Mainyu), a la vez dañino (aka) y engañador (drugvant). La dualidad entre los dos principios completa el proceso del mundo. Los propios dioses antiguos (daevas) son deidades demoníacas que quieren apartar a los hombres de la sabiduría y la ley (asha).
Según Zaratustra, el hombre tiene una existencia "de carne y hueso", es decir, una existencia corpórea, y una existencia espiritual. Tiene que elegir entre el bien y el mal, y haciendo la elección correcta puede ayudar a que el bien prevalezca de una vez por todas. Al final, debe reinar el "Imperio de Ahura Mazda", el Imperio del orden correcto y el pensamiento excelente.

#### Maniqueísmo
El maniqueísmo es un importante movimiento religioso fundado por el profeta iraní Mani (en latín, Maniqueo o Manes) en el Imperio sasánida en el siglo III de nuestra era. El dualismo maniqueo se basa en la oposición absoluta de dos sustancias o principios, ambos increados e infinitos, y por tanto coeternos e iguales, pero en todo incompatibles: el Bien y el Mal, Dios y la Materia. El maniqueísmo enseña una elaborada cosmología dualista, que describe la lucha entre el mundo de la luz, espiritual y bueno, y el mundo de las tinieblas, material y maligno. A través de un proceso continuo en la historia humana, la luz se retira del mundo de la materia y regresa al mundo de la luz de donde vino. Se dice que sus creencias se originaron en los movimientos gnósticos y religiosos procedentes de Mesopotamia y se extendieron por Oriente y el Imperio Romano, hasta que en los siglos III y IV compitieron con el cristianismo como religión sustitutiva del paganismo romano.